# Argynna
Argynna — рід грибів родини Argynnaceae. Назва вперше опублікована 1896 року.

## Класифікація
До роду Argynna відносять 2 види:
- Argynna polyedron
- Argynna polyhedron